# 海栗島
海栗島（うにしま）は、長崎県対馬市に所在する島。大韓民国まで直線距離で約40km。国境の島と言える。面積129,766m2、海岸線は約4km。対馬市に所在する6個の有人島のうち、対馬本島と埋め立てや橋梁で地続きとなっていないのはこの島だけである。地名の由来は、良質なウニが採れることから。
全域が国有地であり、航空自衛隊の海栗島分屯基地（所在部隊は西部航空方面隊西部航空警戒管制団第19警戒隊）となっている。従って関係者以外は上陸できない。民間人の住居はないが、防衛省の官舎があり、定住する人間が存在するため有人島に分類される。対馬本島の鰐浦で行われる「ひとつばたご祭り」の際には民間人も上陸することができた。自衛隊から委託された地元の渡船が1日3往復程度、隊員を輸送している。
なお一般的には「うにじま」と発音される事が多いが、島及び分屯基地の正式名称は「うにしま」である。

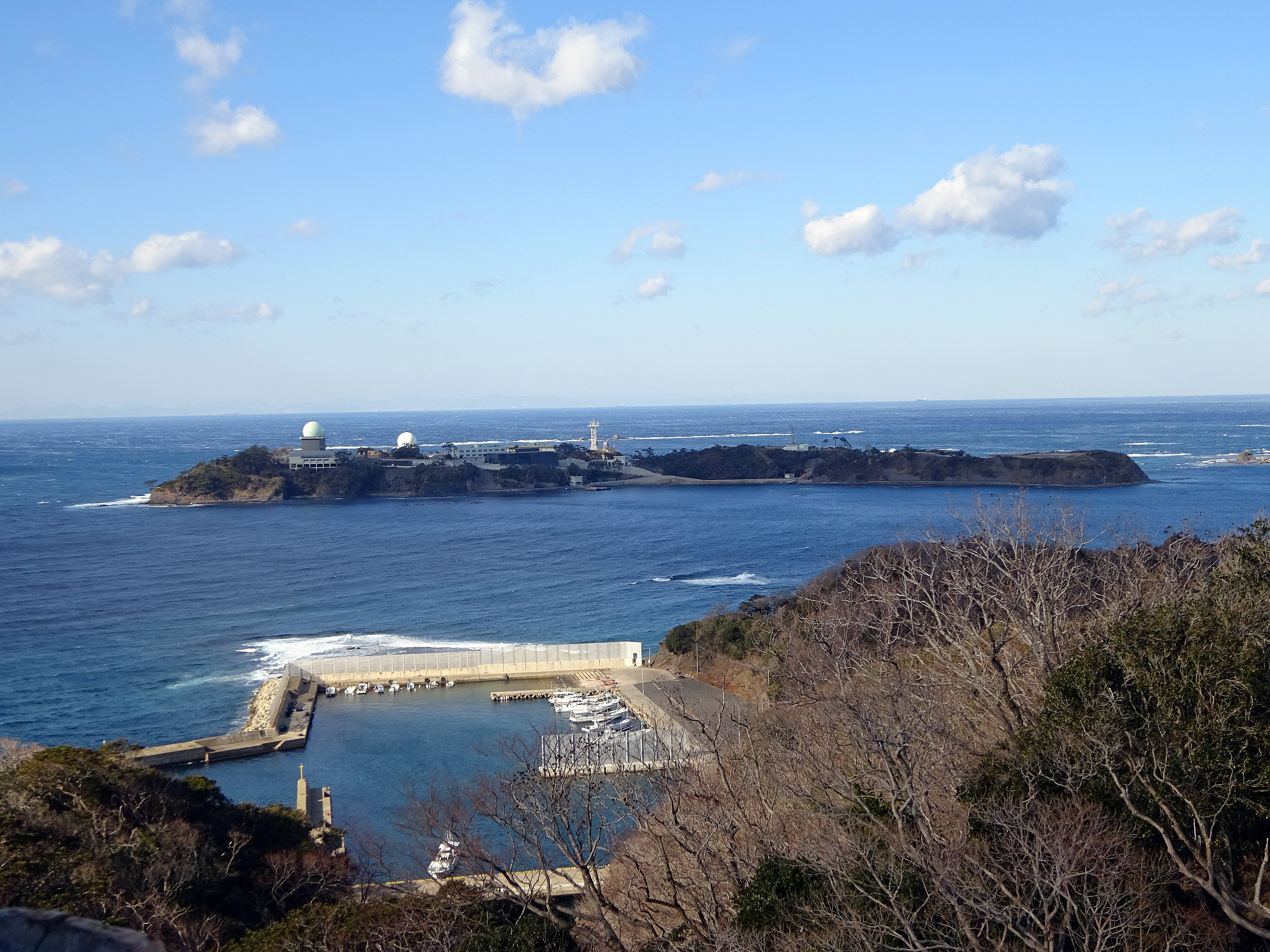
対馬の韓国展望所から見た海栗島（2021年）

## 海栗島分屯基地の沿革
- 1903年 - 大日本帝国陸軍省が無線基地設置。
- 1935年 - 砲台竣工。第2次世界大戦終戦まで軍事基地となる。戦後、民間に払い下げられ、農地として利用される。
- 1955年2月 - 福岡市にて航空自衛隊西部訓練警戒隊第9056部隊が編成。
- 1956年4月 - 当地へ移転し、アメリカ合衆国国防総省空軍省と共同運用開始。
- 1959年6月 - アメリカ合衆国から日本国へ移管
- 1961年7月 - 航空自衛隊西部航空警戒管制団第19警戒群に改編
- 2003年3月 - 第19警戒隊に改編